# Slovenska hokejska liga 2011/2012
Sezóna 2011/2012 byla 21. ročník Slovinské ligy a 3. sezóna, kdy se liga hrála jako turnaj na konci sezóny mezi slovinskými týmy účastnícími se EBEL a Slohokej ligy. Mistrem se stal tým HDD Olimpija Lublaň.
Dvojice slovinských týmů (HDD Olimpija Lublaň a HK Acroni Jesenice) se sezóně 2011/12 zúčastnila EBEL, zatímco pětice slovinských týmů hrála Slohokej ligu. Aby došlo k určení slovinského mistra, všech sedm týmů se na konci sezóny zúčastnilo zkrácené Slovinské ligy. Oba týmy z EBEL zde byly nasazeny přímo do semifinále play off.

## Základní část
| Vysvětlivky                                                                  |
| ---------------------------------------------------------------------------- |
| Týmy postupující do semifinále play off, kde se přidaly k oběma týmům z EBEL |

| Poř. | Tým              | Z | V | P | VP | PP | VG | IG | +/- | B |
| ---- | ---------------- | - | - | - | -- | -- | -- | -- | --- | - |
| 1.   | HK Triglav Kranj | 4 | 3 | 1 | 0  | 0  | 17 | 14 | +3  | 9 |
| 2.   | HDK Maribor      | 4 | 3 | 1 | 0  | 0  | 16 | 10 | +5  | 9 |
| 3.   | HK Olimpija      | 4 | 2 | 2 | 0  | 0  | 16 | 13 | +3  | 6 |
| 4.   | HK Slavija       | 4 | 1 | 2 | 0  | 1  | 15 | 17 | -2  | 4 |
| 5.   | HDD Bled         | 4 | 0 | 3 | 1  | 0  | 17 | 26 | -9  | 2 |

## Play off
- Semifinále hráno systémem doma a venku, finále na tři vítězné zápasy.

### Semifinále
- HDD Olimpija Lublaň - HDK Maribor 3:3, 4:1
- HK Acroni Jesenice - HK Triglav Kranj 5:2, 6:0

### Finále
- HDD Olimpija Lublaň - HK Acroni Jesenice 3:1 na zápasy (6:4, 2:3 P, 8:3, 5:2)